# Ingun Christensen
Ingun Christensen, född 1968 i Hósvík, är en färöisk författare och språkvetare. Christensen, som skriver på färöiska, debuterade 2009 med dikten "Trælabundin" i tidskriften Kvinna.

## Biografi

### Bakgrund
Christensen växte upp i Hósvík på den norra delen av Streymoy, i ett tvåspråkigt hem med en färöisk mamma och en dansk pappa. Hon var tidigt intresserad av att skriva texter, och som tolvåring författade hon sin första dikt. Hon var även tidigt musikintresserad och har framfört egenskrivna sånger vid olika familjesammankomster. I ett par omgångar bodde Christensen i Danmark, där hon 1990–1993 studerade engelska och tyska vid Ålborg universitet och senare avlade kandidatexamen i engelska och 2003–2006 ekonomi vid Syddansk Universitet.

### Karriär
2009 debuterade Christensen i tryck med dikten "Trælabundin" ('Trälbunden'), publicerad i tidningen Kvinna. Därefter har hon fram till 2022 kommit med ett dussintal böcker på förlaget Bókadeild Føroya Lærarafelags i Torshamn; en del av böckerna är barnböcker. Dessutom har hon publicerat ett antal noveller, bland annat i den årliga julpublikationen Míni jólabók. Sólgrátur från 2022 är en ungdomsbok om den 15-åriga Aud, ett adoptivbarn som föddes i Colombia.
Novellsamlingen Skuggamyndir från 2015 kom 2018 ut i svensk översättning på förlaget Fri Press, med Joakim Lilljegren som översättare. Översättningen inleddes innan ett svenskt förlag utsetts. Denna den första av hennes böcker på svenska innehåller nio noveller, med människors möten som gemensam nämnare. De korta berättelserna har fokus på själva resandet och seendet.

### Inspiration och övrigt
Christensens litterära inspirationen kommer, när det gäller barnlitteratur, från Astrid Lindgren, H.C. Andersen, bröderna Grimm, Thorbjørn Egner och Mark Twain. Hon har från och till arbetat inom den färöiska turistnäringen och även verkat som korrespondent, sekreterare och översättare. Sedan 2014 har hon verkat som administratör på Färöarnas amatörteaterförbund.
Ingun Christensen bor numera[när?] i Hósvik och har en son.